# Hijras

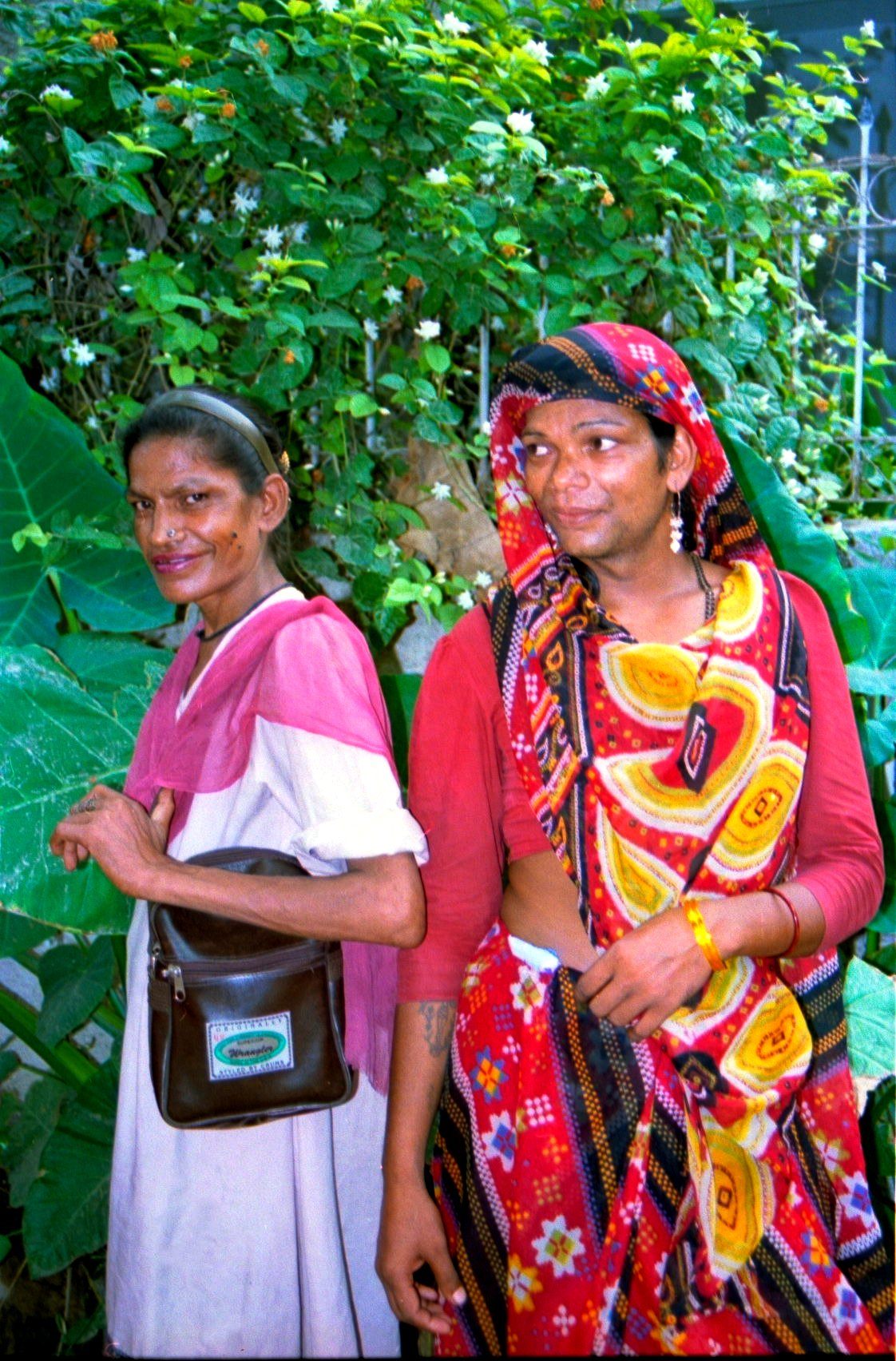
Hijras i Panscheel Park i New Delhi, 1994.

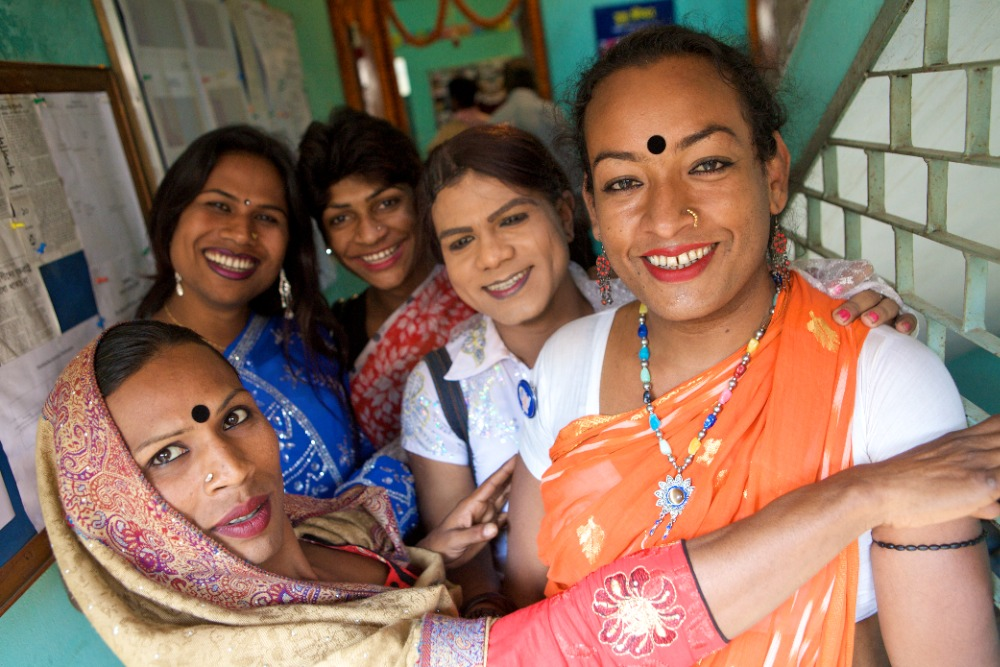
En grupp hijras i Bangladesh.

Hijra är en term som används i Sydasien - särskilt i Indien - för att hänvisa till en person som är född som biologisk pojke och lever som transsexuell eller transgender.  De identifierar sig ofta som någon typ av tredje kön och använder kvinnliga könsuttryck. Hijra är den mest kända termen och gruppen men det finns det flera andra grupper av  transpersoner både i Indien och närliggande länder.

## Etymologi
Ordet "Hijra" har sitt ursprung i urdu och härstammar från den semitiska roten "hjr", som betyder "att lämna sin stam" och har lånats in till hindi. Den indiska användning har traditionellt översatts till engelska som "eunuck" eller "hermafrodit", där "oegentligheten hos det manliga könsorganet är centralt för definitionen."

## Historia
Hijras har en dokumenterad historia på den indiska subkontinenten från antiken och framåt, begreppet förekommer redan i Kama Sutra. Det finns ett antal välkända roller för hijras inom kulturerna i området, roller som handlar delvis om könsöverskridande, delvis om andlighet och/eller religion och delvis om överlevnad.

## Sociologi
I allmänhet föds hijras med typiskt manlig fysiologi, bara några ha fötts intersexuella. Vissa hijras genomgår en initiationsrit, nirwaan, som innebär att penis, testiklar och pung avlägsnas.
Många hijras lever i väldefinierade och organiserade särskilda Hijra-samhällen, som leds av en guru.  Dessa samhällen har fortlevt genom generationer genom "adoptera" unga pojkar som avvisats av, eller flytt från, sin ursprungsfamilj. Eftersom hijras ofta ses som oberörbara har de inte tillgång till särskilt många försörjningmöjligheter utan hänvisas ofta till att tigga för sin överlevnad. Många arbetar också som sexarbetare för sin överlevnad.

## Indiens erkännande av ett tredje juridiskt kön
Sedan början av 2010-talet har hijra-aktivister, indiska transorganisationer och västerländska icke-statliga organisationer (NGO) lobbat för ett officiellt erkännande av hijras som ett slags "tredje kön", som varken män eller kvinnor. Den 15 april 2014 införde Indiens Högsta domstol ett tredje juridiskt kön i landet.

## Källhänvisningar
1. ↑  Choksi, Mansi (19 december 2013). ”The Ties that Bind Transgendered Communities”. The New York Times. http://india.blogs.nytimes.com/2013/12/19/the-ties-that-bind-transgendered-communities/. Läst 7 februari 2014.
2. ↑  ”Lesbian, Gay, Bisexual and Transgender Communities in India”. Angloinfo; the Global Expat Network INDIA. Arkiverad från originalet den 20 februari 2014. https://web.archive.org/web/20140220100029/http://india.angloinfo.com/family/lgbt/. Läst 7 februari 2014.
3. 1 2 3  ”Indien inför tredje kön och diskrimineringsskydd för transpersoner”. QX. 17 april 2014. http://www.qx.se/samhalle/26307/indien-infor-tredje-kon-och-diskrimineringsskydd-for-transpersoner.
4. ↑  ”Jill Peters' 'Third Gender' Photography Series Explores India's Hijras”. Huffington Post. 5 september 2014. http://www.huffingtonpost.com/2014/05/09/third-gender-jill-peters_n_5296310.html.
5. ↑  Sharma, Preeti (2012). Historical Background and Legal Status of Third Gender in Indian Society. Arkiverad från originalet den 3 February  2014. https://web.archive.org/web/20140203031618/http://www.euroasiapub.org/IJRESS/dec2012/7.pdf. Arkiverad 3 februari 2014 hämtat från the Wayback Machine. ”Arkiverade kopian”. Arkiverad från originalet den 3 februari 2014. https://web.archive.org/web/20140203031618/http://www.euroasiapub.org/IJRESS/dec2012/7.pdf. Läst 19 april 2015.
6. ↑  "hjr (main meanings): a) to break with, leave, forsake, renounce, emigrate, flee" Lahzar Zanned, "Root formation and polysemic organization", in Mohammad T. Alhawary and Elabbas Benmamoun (eds), Perspectives on Arabic linguistics XVII-XVIII: papers from the Seventeenth and Eighteenth Annual Symposia on Arabic Linguistics, (John Benjamins, 2005), p. 97.
7. 1 2 3  "The most significant relationship in the hijra community is that of the guru (master, teacher) and chela (disciple)." Serena Nanda, "The hijras of India: Cultural and Individual Dimensions of an Institutionalized Third Gender Role", Journal of Homosexuality 11 (1986): 35–54.
8. ↑  "Among thirty of my informants, only one appeared to have been born intersexed." Serena Nanda, "Deviant careers: the hijras of India", chapter 7 in Morris Freilich, Douglas Raybeck and Joel S. Savishinsky (eds), Deviance: anthropological perspectives, (Greenwood Publishing, 1991).
9. ↑  " Serena Nanda, "Deviant careers: the hijras of India", chapter 7 in Morris Freilich, Douglas Raybeck and Joel S. Savishinsky (eds), Deviance: anthropological perspectives, (Greenwood Publishing, 1991).
10. ↑  "Hijras are organized into households with a hijra guru as head, into territories delimiting where each household can dance and demand money from merchants". L Cohen, "The Pleasures of Castration: the postoperative status of hijras, jankhas and academics", in Paul R. Abramson, Steven D. Pinkerton (eds), Sexual Nature, Sexual Culture, (University of Chicago Press, 1995).
11. ↑  "None of the hijra narratives I recorded supports the widespread belief in India that hijras recruit their membership by making successful claims on intersex infants. Instead, it appears that most hijras join the community in their youth, either out of a desire to more fully express their feminine gender identity, under the pressure of poverty, because of ill treatment by parents and peers for feminine behaviour, after a period of homosexual prostitution, or for a combination of these reasons." RB Towle, and LM Morgan, "Romancing the Transgender Native: Rethinking the Use of the 'Third Gender' Concept", in S. Stryker and S. Whittle (eds), Transgender Studies Reader, (Routledge, 2006), p. 116.
12. ↑  ”167 Indian Trans Women 'Arbitrarily' Jailed, Protestors Demand Justice”. The Advocate. 28 september 2014. http://www.advocate.com/world/2014/11/28/167-indian-trans-women-arbitrarily-jailed-protestors-demand-justice.